# José Córdova
José Córdova (Curitiba, 24 de dezembro de 1964) é um automobilista brasileiro.
Tricampeão da Copa Renault Clio (2005/2007/2008), Córdova deixou de correr na temporada 2009 para dirigir a equipe W Racing, que o sagrou tricampeão.